# Мона: девственница-нимфетка
«Мона: девственница-нимфетка» (англ. Mona the Virgin Nymph) — американский порнофильм 1970 года.

## Сюжет
Мона и её жених Джим устраивают пикник на природе. Дело близится к сексу, но Мона сообщает Джиму, что обещала своей матери остаться девственницей до свадьбы. Однако Мона с детства практикует минет (она рассказывает, что делала минет отцу), поэтому пара занимается обоюдным оральным сексом. Позднее Мона делает минет незнакомцу в парке; потом знакомится с проституткой, и они занимаются лесбийской любовью. Затем Мона идёт на фильм в кинотеатр, где прямо во время сеанса делает минет сидящему рядом зрителю.
Тем временем Джим приходит к Моне домой, но той нет. Его встречает мать Моны, возбуждённая, так как молодой человек оторвал её от мастурбации. Она сообщает Джиму, что у неё уже три года не было секса, после чего взрослая женщина и юноша занимаются любовью.
Мона и её мать исповедуются друг другу в своих сексуальных прегрешениях. Джим, узнав о недавних эротических похождениях своей невесты, привязывает Мону к кровати, приглашает всех ранее показанных в ленте сексуальных партнёров Моны, и они занимаются групповым сексом с элементами БДСМ.

## В ролях
- Фифи Уотсон — Мона
- Джуди Энджел — мать Моны
- Оррин Норт — Джим, жених Моны
- Джерард Броулард — зритель в кинотеатре
- Сьюзан Стюарт — проститутка

## Факты
- Фильм был снят в Лос-Анджелесе за три дня[2]. Его премьера состоялась 6 августа 1970 года в Сан-Франциско (Калифорния, США).
- Фильм содержит большое количество сцен несимулированного секса: «секс на природе», лесбийские утехи, групповой секс, фингеринг, минет, куннилингус, мастурбация и пр., во многих случаях съёмка половых органов ведётся «очень крупным планом».
- «Мона» стала вторым порнофильмом США, не только показанным на широком экране, но и получившим общепризнанную кинематографическую награду. Первым стало «Грустное кино» (1969) Энди Уорхолла. Причём в «Моне», в отличие от «Грустного кино», присутствует сюжет, хотя основное внимание уделено, конечно же, действу[2].
- «Мона» стала одним из первых порнофильмов эры порношика. Некоторые последующие фильмы схожей направленности были во многом на неё похожи, в частности, всемирно известная «Глубокая глотка» (1972) имеет явные сюжетные заимствования из «Моны»[2].
- Бюджет «Моны» составил всего 7000 (по другим данным — 5000[2]) долларов (около 47 000 долларов в ценах 2018 года)[3]. А вот его сборы превзошли все самые смелые ожидания: около двух миллионов долларов, что вскоре позволило режиссёрам Бенвенисту и Зьему снять дорогую эротическую пародийную ленту «Стояк Гордон» (1974).
- Ни один из актёров и членов съёмочной группы в титрах не указан.